# جبن جملك
جبن جُملِك هو جبن حرفي نموذجي من وسط الأناضول، ويعني جبن القِدر.